# Титанорганические соединения
Титанорганические соединения — соединения, в которых атом титана соединён непосредственно с атомом углерода органических функциональных групп.

## Строение
К титанорганическим соединениям относятся гомо- и гетеролигандные комплексы, в которых атом титана имеет формальную степень окисления от +2 до +4. Строение таких соединений зависит от степени окисления титана. Так, если органические соединения Ti(IV) являются мономерными, то соединения Ti(III) чаще всего соединены мостиковыми группами, например, Ti(μ-R)nTi. Органических соединений Ti(II) известно мало.
Как правило, молекулы титанорганических соединений имеют тетраэдрическое или октаэдрическое строение; соединения с другим строением молекул встречаются редко.
К наиболее изученным титанорганическим соединениям относятся:
- циклопентадиенильные комплексы титана, в которых связь атома титана с лигандом (Cp) относится к π-типу, например, [Ti(L)n(π-Cp)2] (n = 1, 2), [Ti(L)n(π-Cp)] (n = 3, 4), где L — алкен, фосфорорганическая, ацильная или карбонильная группа
- комплексы титана, в которых лиганд связан с центральным атомом σ-связью ([Ti(σ-R)4-n(σ-R)nL]), n = 1, 2, где X — ацильная группа, L — электронодонорные лиганды
- смешанные комплексы с π- и σ-связями ([Ti(σ-R)2(π-R)2], [Ti(σ-R)(π-R)L]).

## Физические и химические свойства
Ряд титаноорганических соединений обладает высокой реакционноспособностью. В частности, некоторые из них способны реагировать с инертными органическими растворителями. Увеличить стабильность титаноорганических соединений можно путём введения хелатообразующих лигандов либо лигандов, вследствие значительных размеров молекул которых, полностью экранирующих центральный атом титана. Многие комплексы легко окисляются на воздухе.
Лиганды в молекулах комплексов титана могут легко заменяться на ацильные группы. σ-R лиганды заменяются даже при комнатной температуре, замещение π-R лигандов требует нагревания реагентов. При этом реакция замещения идёт в присутствии галогенов, воды или спиртов по гетеролитическому механизму. Титанорганические соединения вступают также в реакции модификации лигандов, например, внедрения молекул некоторых веществ (CO, CO2, SO2, NO, N2) по связи Ti-C. 

## Получение и применение
Наиболее распространённым способом синтеза титаноорганических соединений является взаимодействие безводных солей титана с литий-, натрий-, магний-, цинк- или алюминийорганическими соединениями в безводной среде.
Широкое применение находят гетеролигандные комплексы титана, которые содержат метильные, арильные или циклопентадиенильные лиганды вместе с атомами галогенов и алкоксильными группами. Они используются как составная часть каталитической системы Циглера-Натты в полимеризации виниловых мономеров, как регуляторы горения, для получения металлических и металлооксидных покрытий.